# Bocas de Cena
Bocas de Cena é um livro escrito por Viriato Teles e publicado pela editora Campo das Letras em 2003. Trata-de uma colectânea de entrevistas publicadas originalmente nos semanários Se7e e O Jornal com grandes nomes das artes da Europa e das Américas, tais como Amália Rodrigues, Atahualpa Yupanqui, Baden Powell, Chico Buarque, Juliette Gréco, Léo Ferré, Marcel Marceau, Mário Viegas, Pete Seeger e Sting. Tem prefácio da jornalista Edite Soeiro.